# Идемпотентная матрица
Идемпотентная матрица — матрица, идемпотентная относительно умножения матриц, то есть, матрица {\displaystyle P}, для которой выполняется условие {\displaystyle P\cdot P=P}.

## Примеры
Примеры идемпотентных матриц: 
{\displaystyle {\begin{pmatrix}1&0&0\\0&1&0\\0&0&0\end{pmatrix}},}    {\displaystyle {\begin{pmatrix}-26&-18&-27\\21&15&21\\12&8&13\end{pmatrix}}}

## Вещественные матрицы порядка 2
Если матрица {\displaystyle {\begin{pmatrix}a&b\\c&d\end{pmatrix}}} идемпотентна, то
- {\displaystyle a=a^{2}+bc,}
- {\displaystyle b=ab+bd,} откуда {\displaystyle b(1-a-d)=0}, поэтому либо {\displaystyle b=0}, либо {\displaystyle d=1-a,}
- {\displaystyle c=ca+cd,} откуда {\displaystyle c(1-a-d)=0}, поэтому либо {\displaystyle c=0}, либо {\displaystyle d=1-a,}
- {\displaystyle d=bc+d^{2}.}

Таким образом, необходимым условием идемпотентности матрицы порядка 2 является её диагональность либо равенство её следа единице. У диагональных идемпотентных матриц {\displaystyle a} и {\displaystyle d} могут равняться только нулю или единице.
При {\displaystyle b=c} матрица {\displaystyle {\begin{pmatrix}a&b\\b&1-a\end{pmatrix}}} будет идемпотентной при {\displaystyle a^{2}+b^{2}=a}, то есть если {\displaystyle a} является решением квадратного уравнения
{\displaystyle a^{2}-a+b^{2}=0} или {\displaystyle \left(a-{\frac {1}{2}}\right)^{2}+b^{2}={\frac {1}{4}},}
которое представляет собой уравнение окружности радиуса 1/2 с центром в точке (1/2, 0).
Однако, равенство {\displaystyle b=c} не является необходимым условием: любая матрица вида
{\displaystyle {\begin{pmatrix}a&b\\c&1-a\end{pmatrix}}} при {\displaystyle a^{2}+bc=a} будет идемпотентной.

## Свойства
Если матрица {\displaystyle A} идемпотентна, то матрица {\displaystyle I-A} также идемпотентна, так как
{\displaystyle (I-A)(I-A)=I-A-A+A^{2}=I-A-A+A=I-A.}
Используя метод математической индукции, нетрудно показать, что если матрица {\displaystyle A} идемпотентна, то для любого натурального {\displaystyle n} выполняется {\displaystyle A^{n}=A}.
Если матрица {\displaystyle P} идемпотентна, то матрица {\displaystyle I=2P-E} инволютивна, и, наоборот, если матрица {\displaystyle I} инволютивна, то матрица {\displaystyle P={\frac {1}{2}}(I+E)} идемпотентна.

### Обратимость
Единственная невырожденная идемпотентная матрица — единичная. В самом деле, пусть для идемпотентной матрицы {\displaystyle A} существует {\displaystyle A^{-1}}. Тогда {\displaystyle A=A^{-1}A^{2}=A^{-1}A=I}.

### Собственные значения
Любая идемпотентная матрица всегда диагонализуема и её собственные числа равны нулю и единице.

### След
След идемпотентной матрицы равен её рангу. Это позволяет вычислять след матрицы, элементы которой не заданы в явном виде, что бывает полезно, например, в статистике при установлении степени отклонения выборочной дисперсии от теоретической дисперсии.

## Приложения

### Линейная регрессия
При решении задачи линейной регрессии методом наименьших квадратов необходимо найти оценивающий вектор {\displaystyle \beta }, минимизирующий сумму квадратов отклонений {\displaystyle e_{i}}, которая в матричной форме записывается как
{\displaystyle e^{\mathrm {T} }e=(y-X\beta )^{\mathrm {T} }(y-X\beta ),}
где {\displaystyle y} — вектор наблюдений зависимой переменной, {\displaystyle X} — матрица, столбцы которой представляют собой наблюдения независимых переменных. Решением является вектор
{\displaystyle {\hat {\beta }}=\left(X^{\mathrm {T} }X\right)^{-1}X^{\mathrm {T} }y,}
а соответствующий вектор отклонений равен
{\displaystyle {\hat {e}}=y-X{\hat {\beta }}=y-X\left(X^{\mathrm {T} }X\right)^{-1}X^{\mathrm {T} }y=\left[I-X\left(X^{\mathrm {T} }X\right)^{-1}X^{\mathrm {T} }\right]y=My.}
Здесь {\displaystyle M} и {\displaystyle X\left(X^{\mathrm {T} }X\right)^{-1}X^{\mathrm {T} }} — идемпотентные и симметричные матрицы, что позволяет упростить вычисление суммы квадратов отклонений:
{\displaystyle {\hat {e}}^{\mathrm {T} }{\hat {e}}=(My)^{\mathrm {T} }(My)=y^{\mathrm {T} }M^{\mathrm {T} }My=y^{\mathrm {T} }MMy=y^{\mathrm {T} }My.}
Идемпотентность {\displaystyle M} также используется при других вычислениях, например, при определении дисперсии оценивающего вектора {\displaystyle {\hat {\beta }}}.
Пусть {\displaystyle X_{1}} — матрица, полученная из {\displaystyle X} удалением некоторых столбцов, и пусть {\displaystyle M_{1}=I-X_{1}(X_{1}'X_{1})^{-1}X_{1}'}. Нетрудно убедиться, что и {\displaystyle M}, и {\displaystyle M_{1}} идемпотентны и, более того, {\displaystyle MM_{1}=M}. Это следует из того, что {\displaystyle MX_{1}=0} или, иными словами, отклонения при регрессии столбцов {\displaystyle X_{1}} на {\displaystyle X} равны нулю, так как {\displaystyle X_{1}} может быть идеально проинтерполирован как подмножество {\displaystyle X} (прямой подстановкой можно также легко показать, что {\displaystyle MX=0}). Отсюда следует, что матрица {\displaystyle (M_{1}-M)} симметрична и идемпотентна и что {\displaystyle (M_{1}-M)M=0}, то есть {\displaystyle (M_{1}-M)} ортогональна {\displaystyle M}. Эти результаты играют ключевую роль, например, при выводе F-теста.

### Оператор проекции
Идемпотентный линейный оператор {\displaystyle P} является оператором проекции на образ {\displaystyle R(P)} вдоль ядра {\displaystyle N(P)}. Оператор {\displaystyle P} выполняет ортогональную проекцию тогда и только тогда, когда он идемпотентен и симметричен.